# 大神仙魚
大神仙魚（學名：Pterophyllum scalare），為神仙魚屬的一種。

## 分布
本魚分布於南美洲巴西、祕魯、蘇利南、哥倫比亞、厄瓜多的亞馬遜河流域、蓋亞那埃塞奎博河、法屬圭亞那奧亞波克河。

## 特徵
本魚和橫紋神仙魚類似，體呈圓盤狀，野生品種的自然色為銀色，魚體上具有數道深色直條紋，從背鰭延伸至臀鰭，條紋之間有一些深色斑點，雄魚長長的背鰭和臀鰭上長有延伸的鰭條，幼魚時鰭條較為圓鈍。體長可達15公分。

## 生態
本魚棲息於沼澤或者水生植物密集的河流。當牠在植物間休息時，其體色成為良好的保護色。屬肉食性，性情溫和，容易繁殖。

## 經濟利用
屬於高價值的觀賞魚，應儘可能地養在深水水族箱裡，具有多種人工改良品種。